# Grise du nord Bengale
La grise du nord Bengale est une race bovine bangladaise. En anglais, elle est nommée North Bengal gray ou NBG.

## Origine
Elle appartient à la branche zébue, sous-race de Bos taurus. Elle provient de la division de Râjshâhî, au nord du Bangladesh, une région de collines de faible altitude, toutefois moins exposée que la plaine du delta aux inondatioons.

## Morphologie
Elle porte une robe gris pâle. La bosse des mâles est plus marquée et fonce avec l'âge. 
C'est une race de petite taille, moins d'un mètre.

## Aptitudes
C'est une race essentiellement élevée pour sa force de travail dans l'agriculture. Elle procure aussi un peu de lait et permet de tuer un veau lors de fêtes ou de le vendre.